# Svrcekomyces pallidus
Svrcekomyces pallidus är en svampart som beskrevs av Spooner 1981. Svrcekomyces pallidus ingår i släktet Svrcekomyces och familjen Pyronemataceae.   Inga underarter finns listade i Catalogue of Life.